# Krîceanivka, Moghilău
Krîceanivka (în ucraineană Кричанівка) este o comună în raionul Moghilău, regiunea Vinnița, Ucraina, formată numai din satul de reședință.

## Demografie
Componența lingvistică a satului Krîceanivka
     Ucraineană (98,49%)
     Rusă (1,36%)
Conform recensământului din 2001, majoritatea populației satului Krîceanivka era vorbitoare de ucraineană (98,49%), existând în minoritate și vorbitori de rusă (1,36%).